# Tetracanthella
Genre
Tetracanthella est un genre de collemboles de la famille des Isotomidae.

## Liste des espèces
Selon Checklist of the Collembola of the World (version du 1er septembre 2019) :
- Tetracanthella acuminata Cassagnau, 1959
- Tetracanthella afurcata Handschin, 1919
- Tetracanthella albanordica Peja, 1985
- Tetracanthella alpina Carl, 1901
- Tetracanthella alticola Deharveng, 1987
- Tetracanthella andalusiaca Deharveng, 1987
- Tetracanthella antoni Potapov, 1997
- Tetracanthella apenninica Parisi, 2007
- Tetracanthella arctica Cassagnau, 1959
- Tetracanthella ariegica Deharveng & Bedos, 1997
- Tetracanthella bellingeri Deharveng, 1978
- Tetracanthella bichaeta Potapov & Deharveng, 2005
- Tetracanthella bipartita Cassagnau, 1959
- Tetracanthella borsa Dányi & Traser, 2008
- Tetracanthella bosnia Palissa & Zivadinovic, 1974
- Tetracanthella brachyura Bagnall, 1949
- Tetracanthella brevempodialis Gisin, 1963
- Tetracanthella brevifurca Stach, 1930
- Tetracanthella caerulea (Haller, 1880)
- Tetracanthella calcarata Deharveng, 1987
- Tetracanthella californica Deharveng, 1978
- Tetracanthella cantabrica Deharveng, 1987
- Tetracanthella carpatica Stach, 1947
- Tetracanthella cassagnaui Gisin, 1962
- Tetracanthella caucasica Stach, 1947
- Tetracanthella christianseni Cassagnau, 1959
- Tetracanthella clandestina Deharveng, 1987
- Tetracanthella coiffaiti Deharveng, 1987
- Tetracanthella corsica Potapov & Deharveng, 2005
- Tetracanthella czernovae Kutyreva, 1980
- Tetracanthella dallaii Deharveng, 1987
- Tetracanthella deficiens Steiner, 1958
- Tetracanthella deharvengi Potapov, 1997
- Tetracanthella doftana Fiera, Konikiewicz & Skarzynski, 2013
- Tetracanthella elevata Cassagnau, 1959
- Tetracanthella emucronata Deharveng, 1987
- Tetracanthella ethelae Wray, 1945
- Tetracanthella fjellbergi Deharveng, 1987
- Tetracanthella fluorina Raynal, 1972
- Tetracanthella franzi Cassagnau, 1959
- Tetracanthella fusca Potapov & Deharveng, 2005
- Tetracanthella gallica Deharveng, 1987
- Tetracanthella gamae Deharveng, 1987
- Tetracanthella gisini Cassagnau, 1959
- Tetracanthella grindbergsi Deharveng, 1987
- Tetracanthella gruiae Rusek, 1979
- Tetracanthella hatipari Potapov & Kuchiev, 1993
- Tetracanthella hellenica Deharveng, 1987
- Tetracanthella hygropetrica Cassagnau, 1954
- Tetracanthella hystrix Cassagnau, 1959
- Tetracanthella ignisiana Dányi & Traser, 2008
- Tetracanthella intermedia Palissa, 1968
- Tetracanthella irregularis Deharveng, 1987
- Tetracanthella juneaui Potapov, 1997
- Tetracanthella kendalli Bagnall, 1939
- Tetracanthella ksenemani Nosek, 1964
- Tetracanthella luxemburgensis Stomp, 1968
- Tetracanthella mansurica Kutyreva, 1980
- Tetracanthella martini Simón-Benito & Luciáñez Sánchez, 1998
- Tetracanthella martynovae Potapov, 1997
- Tetracanthella matthesii da Gama, 1959
- Tetracanthella montana Stach, 1947
- Tetracanthella nitida Deharveng, 1987
- Tetracanthella orientalis Martynova, 1977
- Tetracanthella osetica Potapov & Kuchiev, 1993
- Tetracanthella pacifica Rusek & Marshall, 1977
- Tetracanthella perezi Delamare Deboutteville, 1943
- Tetracanthella pericarpathica Kaprus & Tsalan, 2009
- Tetracanthella pilosa Schött, 1891
- Tetracanthella proxima Steiner, 1955
- Tetracanthella pseudomontana Cassagnau, 1953
- Tetracanthella pyrenaica Cassagnau, 1953
- Tetracanthella quinqueoculata Simón-Benito & Luciáñez Sánchez, 1998
- Tetracanthella raynalae Deharveng, 1987
- Tetracanthella recta Deharveng, 1987
- Tetracanthella reducta von Törne, 1955
- Tetracanthella religiosa Deharveng, 1987
- Tetracanthella schalleri Hemmer, 1992
- Tetracanthella selgae Deharveng, 1987
- Tetracanthella septemsetosa Martynova, 1971
- Tetracanthella serrana Steiner, 1955
- Tetracanthella sexsetosa Martynova, 1971
- Tetracanthella sibirica Deharveng, 1987
- Tetracanthella sigillata Deharveng, 1987
- Tetracanthella similis Deharveng, 1987
- Tetracanthella specifica Palissa, 1968
- Tetracanthella stachi Cassagnau, 1959
- Tetracanthella stebaevae Deharveng, 1987
- Tetracanthella steineri Deharveng, 1987
- Tetracanthella strenzkei Gisin, 1949
- Tetracanthella subdeficiens Deharveng, 1987
- Tetracanthella suursarensis Linnaniemi, 1912
- Tetracanthella sylvatica Yosii, 1939
- Tetracanthella tarbae Potapov & Kuchiev, 1993
- Tetracanthella transylvanica Cassagnau, 1959
- Tetracanthella travei Deharveng, 1987
- Tetracanthella tuberculata Cassagnau, 1954
- Tetracanthella uniseta Deharveng, 1987
- Tetracanthella wahlgreni Axelson, 1907

## Publication originale
- Schött, 1891 : Beiträge zur Kenntnis Kalifornischer Collembola. Bihang Till Kungliga Svenska Vetenskapsakademiens Handlingar, sér. 17, vol. 5, no 8, p. 1-25.